# Tom Brady

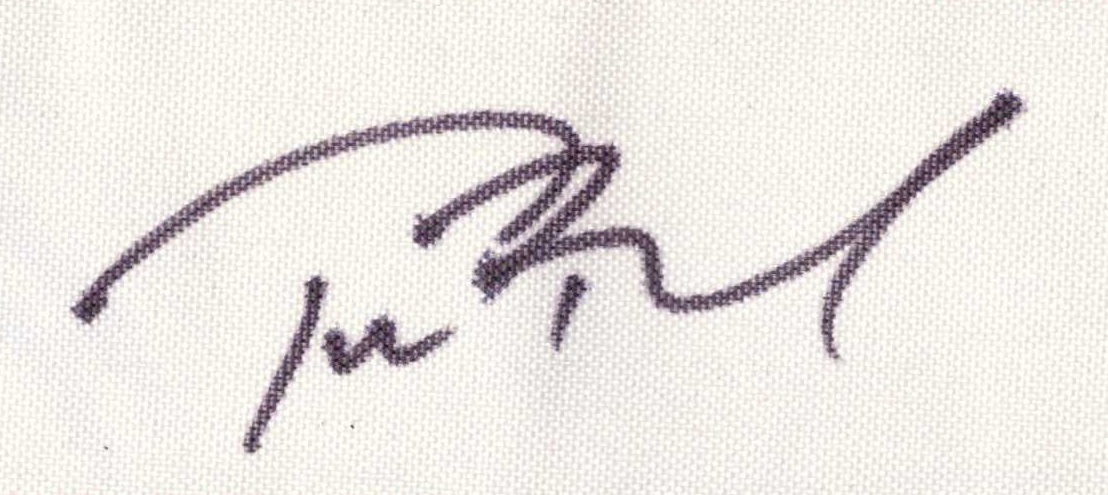
Tom Bradys Signatur (2018)

Thomas Edward Patrick „Tom“ Brady, Jr. (* 3. August 1977 in San Mateo, Kalifornien) ist ein ehemaliger US-amerikanischer American-Football-Spieler auf der Position des Quarterbacks. Er spielte in der National Football League (NFL) für die New England Patriots und die Tampa Bay Buccaneers.
Er zog mit den Patriots neunmal in den Super Bowl ein (Super Bowl XXXVI, XXXVIII, XXXIX, XLII, XLVI, XLIX, LI, LII und LIII) sowie einmal mit Tampa Bay (LV). Er gewann davon siebenmal, sechsmal mit den Patriots und einmal mit Tampa Bay. Damit hat er als Einzelperson mehr Super Bowls gewonnen als jedes der Franchises der NFL. Fünfmal wurde er zum Super Bowl MVP gewählt. Dreimal gewann er die Auszeichnung zum Spieler des Jahres (2007, 2010 und 2017). Mit 250 Siegen in der „Regular Season“ ist Brady zudem der siegreichste Spieler der NFL-Historie.

## Karriere

### Frühe Jahre
In seinen jungen Jahren besuchte Brady oft Spiele der San Francisco 49ers mit seinem Vater, so wurde der damalige Quarterback Joe Montana Bradys Idol und Vorbild. Er ging auf die Junípero Serra High School in San Mateo und spielte dort Baseball auf der Position des Catchers, aber auch Basketball und Football. Im Jahr 1995 wollte ihn das Baseball-Team Montreal Expos verpflichten, er entschied sich jedoch für eine Karriere im Football.  Seine Highschool-Karriere beendete er mit 236 von 447 angekommenen Pässen für 3702 Yards und 31 Touchdowns. Er gewann die All-State und die All-Far-West sowie die Auszeichnung „Most Valuable Player“ des Teams.

### College
Brady studierte an der University of Michigan und spielte dort in den ersten zwei Jahren nur als Auswechselspieler im Footballteam der Universität, den Michigan Wolverines. Als Mitglied von Michigans National-Championsship-Winning Squad im Jahr 1997, das Washington State  21-16 im Rose Bowl besiegte, prägte sich Brady erneut seinen Namen in die Geschichtsbücher ein.  Im dritten Jahr konkurrierte er mit Drew Henson um die Position des Starting Quarterbacks. Brady setzte sich durch und konnte seine letzten beiden Jahre in Michigan als erster Quarterback unter Cheftrainer Lloyd Carr spielen. Schon in seiner ersten Saison als Starter stellte er die Rekorde für die meisten Passversuche (350) und die meisten vollständigen Pässe (214) auf. Er wurde sowohl 1998 als auch 1999 in das All-Star-Team der Big Ten Conference gewählt und war in seinem letzten Jahr Kapitän der Mannschaft. Mit den Wolverines gewann er 20 von 25 Spielen und konnte 1998 durch den Sieg im Florida Citrus Bowl den Titel der Big Ten gewinnen. 1999 konnte er mit der Mannschaft den Orange Bowl gewinnen. Er ist mit 442 vollständigen Pässen bei 712 Versuchen in nur zwei Saisons Drittplatzierter in der ewigen Quarterback-Rangliste der University of Michigan.

### NFL
Die New England Patriots wählten Brady beim NFL Draft 2000 in der sechsten von sieben Runden an insgesamt 199. Stelle aus, dies auf Rat des Quarterbacktrainers. Brady war zu Beginn der Saison lediglich als vierter Quarterback eingeteilt. Im Laufe der Saison konnte er jedoch auf den zweiten Platz hinter Drew Bledsoe aufrücken. In seiner Rookiesaison konnte er nur dreimal werfen, wovon nur ein Pass erfolgreich war. Im zweiten Jahr rutschte Brady am 23. September 2001 während eines Spiels gegen die New York Jets, den Rivalen aus der AFC East, in die Rolle des ersten Quarterbacks. Drew Bledsoe hatte sich beim Zusammenstoß mit Linebacker Mo Lewis eine innere Blutung zugezogen. Im Laufe der Woche wurde Brady dann zum Starting Quarterback ernannt. In seinen ersten beiden Spielen war seine Leistung mäßig und er konnte nur ein Quarterback Rating von 79,6 beziehungsweise 58,5 erreichen. Die Patriots verloren jedoch in dieser Saison nur noch ein weiteres Spiel mit Brady und konnten in die Play-offs einziehen.
Das umstrittene Tuck-Rule-Spiel der Play-offs gegen die Oakland Raiders konnte New England in der Verlängerung gewinnen. Beim AFC Championship Game gegen die Pittsburgh Steelers verletzte sich Brady seinen Knöchel und wurde für dieses Spiel wieder durch Bledsoe ersetzt. Beim Super Bowl XXXVI waren ihre Gegner, die St. Louis Rams, stark favorisiert. Brady spielte wieder und führte das Spiel lange Zeit mit den Patriots an, ehe die St. Louis Rams bei noch 1:30 verbleibender Spielzeit auf 17:17 ausgleichen konnten. Mit 1:21 Minuten verbleibender Spielzeit begannen die Patriots den letzten Drive an ihrer eigenen 18-Yard-Linie. Brady warf einige lange Pässe und kam bis an die 31-Yards-Linie der Gegner und warf den Ball auf den Boden, um die Uhr zu stoppen. Es waren noch acht Sekunden zu spielen und Kicker Adam Vinatieri schoss ein Field Goal. Brady wurde schon in seiner ersten Saison als Starter zum Super Bowl MVP gewählt.
Im darauf folgenden Jahr erreichte er trotz des ersten Platzes in der Liga mit 28 geworfenen Touchdownpässen „nur“ ein Rating von 85,7. Dies lag an den 14 Interceptions, was für ihn bis dahin die meisten in einer Saison darstellte. In der zweiten Hälfte der Saison hatte Brady eine Schulterverletzung und laut Aussage des Cheftrainers Bill Belichick hätte er in den Play-offs, wenn sie diese erreicht hätten, nicht spielen können.
In der folgenden Saison erreichten die New England Patriots nach einer 14:2-Bilanz erneut die Play-offs, wo sie nach Siegen über die Tennessee Titans und die Indianapolis Colts wiederum in den Super Bowl einzogen, den sie mit 32:29 gegen die Carolina Panthers gewannen.
2004 folgte die Titelverteidigung gegen die Philadelphia Eagles. Brady zeigte in dieser Saison erneut eine gute Leistung und warf Pässe für 3.692 Yards Raumgewinn und 28 Touchdowns.
In der Saison 2005 führte Brady die Liga mit Pässen über 4.110 Yards (28 Touchdowns) an. In den Play-offs scheiterten die Patriots an den Denver Broncos – Bradys erste Niederlage in den Play-offs in seiner bereits vierten Postseason.
2006 warf Brady Pässe für 3.529 Yards und 24 Touchdowns. Nach Siegen gegen die New York Jets und San Diego Chargers in den ersten beiden Runden der Play-offs, verloren die Patriots das AFC Championship Game in Indianapolis gegen die Colts.
Brady führte die Patriots in der Regular Season zu einer 16:0-Bilanz und nach Siegen über die Jacksonville Jaguars und die San Diego Chargers, in den Super Bowl XLII. Außerdem stellte er in dieser Saison einen neuen Rekord mit 50 Touchdown-Pässen während der Regular Season auf. Trotz der bis dahin „perfekten Saison“ verloren die Patriots als klare Favoriten den Super Bowl mit 14:17 gegen die New York Giants.
Im ersten Spiel der Saison 2008 gegen die Kansas City Chiefs erlitt Brady eine schwere Verletzung am linken Knie und fiel für den Rest der Saison aus. Er musste mehrfach operiert werden, es kam zu Infektionen. Ohne ihn verpassten die Patriots – trotz einer guten Bilanz von elf Siegen bei fünf Niederlagen – die Play-offs.
In der Saison 2009 stand Brady wieder auf dem Platz und stellte unter anderem mit fünf Touchdowns in nur einem Spielviertel, am 18. Oktober 2009 gegen die Tennessee Titans, einen weiteren NFL-Rekord auf. Bradys präzises Passspiel mit 426 Yards Raumgewinn (38/45 Würfe angekommen) war bemerkenswert, da es während des Spiels so heftig schneite, dass Titans-Quarterback Kerry Collins (−7 Yards, 2/14) kaum damit zurechtkam. Für seine gute Leistung nach der Rückkehr von der Verletzung wurde er zum NFL Comeback Player of the Year gewählt. In den Play-offs verloren die Patriots zu Hause gegen die Baltimore Ravens, wobei Brady mit drei Interceptions im ersten Viertel eine schlechte Leistung zeigte.
In der Saison 2010 wurde die Mannschaft umgebaut: Wide Receiver Randy Moss wurde abgegeben, dafür wurden die Tight Ends Rob Gronkowski und Aaron Hernandez gedraftet. Mit einer guten Saison, in der Brady 36 Touchdowns bei nur vier Interceptions gelangen, 358 Würfe in Folge ohne Interception absolvierte und die Patriots zu 14 Saisonsiegen führte, wurde er zum zweiten Mal zum Most Valuable Player gewählt. In den Play-offs verloren die Patriots diesmal gegen die New York Jets.
In der darauffolgenden Saison 2011 spielte Brady wieder eine gute Saison, in der er 39 Touchdowns warf (zwölf Interceptions) und 5.235 Yards Raumgewinn erzielte, womit er nach Dan Marino (1984) und Drew Brees (ebenfalls 2011) der erst dritte Quarterback wurde, der Pässe über 5.000 Yards warf. Mit Brady erreichte New England mit 13:3 Siegen abermals die Play-offs. Beim 45:10-Sieg gegen die Denver Broncos gelangen Brady sechs Touchdown-Pässe, womit er den Play-off-Rekord von Steve Young einstellte. Mit den Patriots erreichte Brady den Super Bowl XLVI, wo er abermals gegen die Giants mit 17:21 verlor.
Die Saison 2012 spielte Brady wieder gut (4.827 Yards Raumgewinn, 34 Touchdowns, acht Interceptions, Pro Bowl) und führte New England mit zwölf Siegen in die Play-offs. In den Divisional Play-offs feierte Brady mit den Patriots einen 41:28-Sieg gegen die Houston Texans, wodurch er mit 17 Play-off-Siegen den Rekord von Joe Montana brach. Im AFC Championship Game verlor er jedoch mit den Patriots gegen die späteren Super Bowl Gewinner Baltimore Ravens mit 13:28.
Die Saison 2013 war für Brady mit großen Umstellungen verbunden, da sein langjähriger Wide Receiver Wes Welker (wechselte zu den Denver Broncos), die beiden Tight Ends Rob Gronkowski (Armbruch, dann Kreuzbandriss) sowie Aaron Hernandez (Mordanklage) und Right Tackle Sebastian Vollmer (Beinbruch) früh für die gesamte Saison ausfielen. Brady verfehlte knapp den NFL-Rekord für aufeinanderfolgende Spiele mit mindestens einem Touchdown (54), da er im Spiel gegen die Cincinnati Bengals nach 52 solcher Spiele in Folge leer ausging. Trotzdem erzielte Brady 4.343 Yards Raumgewinn bei 25 Touchdowns (elf Interceptions) und wurde wieder in den Pro Bowl gewählt. Mit 12:4 Siegen kamen die Patriots wieder in die Play-offs, wo Brady nach dem 43:22-Sieg gegen die Indianapolis Colts auf insgesamt 6.147 erworfene Yards Raumgewinn in den Play-offs kam und somit der erste Quarterback der NFL-Geschichte mit mehr als 6.000 Yards Raumgewinn in der Postseason wurde.
Nach einem mäßigen Start in die folgende Saison mit zwei Siegen und zwei Niederlagen in den ersten vier Spielen, begannen die Patriots unter Brady besser zu spielen. In der 5. Woche gegen die Cincinnati Bengals überschritt Brady als sechster NFL-Spieler die 50.000-Yards-Grenze. Er führte die Patriots mit 12:4 Siegen an Position 1 der Setzliste der AFC und spielte sowohl beim 35:31-Sieg gegen die Baltimore Ravens als auch beim 45:7-Sieg gegen die Indianapolis Colts sehr gut. Am Ende der Saison gewannen die Patriots mit einem 28:24-Sieg gegen die Seattle Seahawks den Super Bowl XLIX. In diesem Super Bowl wurde er zum dritten Mal zum Super Bowl MVP gewählt und brach mehrere Rekorde. Darunter den Rekord für die meisten Touchdowns in Super Bowls mit 13 in sechs Spielen – Joe Montana erzielte elf in vier Super Bowls. Mit seinem vierten Super-Bowl-Sieg als Starting Quarterback zog er mit Montana und Terry Bradshaw gleich und teilte sich mit Montana den Rekord der meisten Super-Bowl-MVP-Auszeichnungen.
Im Mai 2015 veröffentlichte die NFL den Wells Report, in dem festgestellt wurde, dass elf der zwölf Footballs, die die Patriots gegen die Colts im AFC Championship Game benutzt hatten, mit zu niedrigem Druck (mindestens 12,5 psi) aufgepumpt waren. In diesem als „Deflategate“ (englisch: „deflate“ = Luft entweichen lassen) bezeichneten Regelverstoß wurde Brady eine Mitwisserschaft unterstellt. Brady wurde von der NFL für vier Spiele gesperrt, die Patriots verloren insgesamt zwei Draftpicks. Am 3. September wurde diese Sperre vor Gericht für ungültig erklärt.
Im dritten Saisonspiel gegen die Jacksonville Jaguars warf Brady seinen 400. Touchdownpass und wurde der erst vierte Quarterback nach Brett Favre, Peyton Manning und Dan Marino, der diese Grenze überschritt. Gegen die New York Jets bestritt er sein 213. Spiel für New England und wurde der dienstälteste Spieler der Patriots-Historie. Beim 30:23-Sieg gelang ihm die bemerkenswerte Leistung, 370 der insgesamt 371 Yards Raumgewinn seines Teams zu erzielen (355 Yards durchs Passspiel, 15 durchs Laufspiel). In den Play-offs führte Brady die Patriots zunächst zu einem 27:20-Sieg gegen die Kansas City Chiefs und erreichte New England das AFC Championship Game gegen die Denver Broncos. Dies war sein 31. Play-off-Spiel, womit er den Rekord von Adam Vinatieri brach, doch nach der 18:20-Niederlage war seine Saison beendet.
Am 25. April 2016 wurde Bradys Sperre von vier Spielen für die Verwicklung in das sogenannte „Deflategate“ von einem Berufungsgericht für gültig erklärt. Brady spielte eine sehr gute reguläre Saison, in der er 11 seiner 12 Spiele als Starting Quarterback gewann, 28 Touchdowns bei nur 2 Interceptions erzielte und zum 12. Mal in den Pro Bowl gewählt wurde. Am 5. Februar 2017 gewann Brady mit einem 34:28-Sieg nach Verlängerung gegen die Atlanta Falcons seinen fünften Super Bowl und wurde zum Super Bowl MVP des Super Bowl LI ernannt. Es war der Super Bowl mit dem größten Comeback der NFL-Geschichte (nach einem 28:3-Rückstand) und der erste, der in Overtime entschieden wurde.

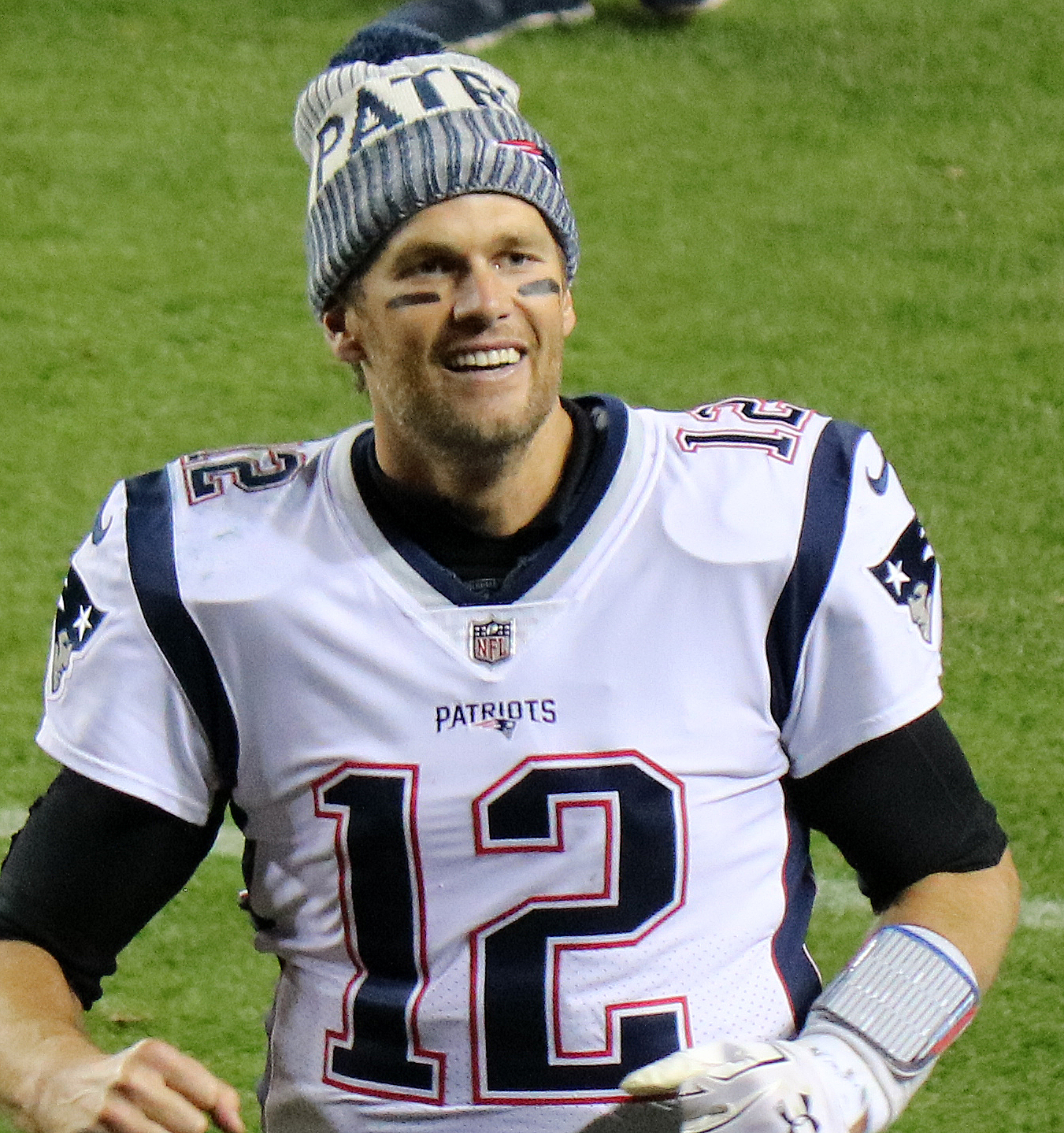
Tom Brady (2017)

Am 15. Oktober 2017 erzielte Brady beim 24:17-Sieg gegen die New York Jets seinen 187. Erfolg in einem regulären Saisonspiel. Hiermit brach er den gemeinsamen Rekord von Peyton Manning und Brett Favre (jeweils 186). Mit dem 20:24-Sieg im AFC Championship Game gegen die Jacksonville Jaguars am 21. Januar 2018 zog er mit den Patriots in den Super Bowl LII ein. Im Super Bowl unterlag sein Team gegen die Philadelphia Eagles 41:33.
In der Saison 2018 wurden nach einem durchwachsenen Start der New England Patriots erneut Kritiker laut, die Tom Brady vorwarfen, zu alt zu sein. Mit einem 37:31-Erfolg nach Verlängerung im AFC Championship Game gegen die Kansas City Chiefs am 20. Januar 2019 in deren Heimspielstätte Arrowhead Stadium konnte Tom Brady jedoch mit seinen New England Patriots Super Bowl LIII erreichen. Am 3. Februar 2019 gewann er im Alter von 41 Jahren mit 13:3 den Super Bowl LIII und damit seinen sechsten Super Bowl. Er ist damit der erste Spieler, dem dies gelang.
Nach Auslaufen seines Vertrags gab Brady am 17. März 2020 bekannt, in der kommenden Saison nicht mehr für die Patriots zu spielen. Am 20. März einigte sich Brady Medienberichten zufolge auf einen Zweijahresvertrag über 25 Millionen Dollar pro Jahr mit den Tampa Bay Buccaneers. Mit den Buccaneers zog er in den Super Bowl LV ein und führte sie zu einem 31:9-Sieg. Brady wurde zum fünften Mal zum Super Bowl MVP gewählt und gewann seinen siebten Super Bowl. Mit dem Sieg gewannen die Tampa Bay Buccaneers als erstes Team den Super Bowl im eigenen Stadion. Nach der Saison verlängerte Brady seinen Vertrag in Tampa bis 2022.
Am 19. Dezember 2021 beim 0:9 gegen die New Orleans Saints kassierte er erstmals seit etwa 15 Jahren wieder eine Zu-Null-Niederlage. Nach Ende der Saison 2021 gab Brady am 1. Februar 2022 sein Karriereende bekannt, nachdem er zuvor mit den Bucs in der Divisional-Runde 27:30 gegen die Los Angeles Rams verloren hatte. Am 13. März 2022 gab Tom Brady jedoch bekannt, dass er eine weitere Saison für Tampa Bay spielen wird. Er konnte in der Saison 2022/23 mit 8:9 die Division gewinnen, scheiterte in der Wildcard Round dann aber an den Dallas Cowboys. Am 1. Februar 2023 gab er erneut seinen Rücktritt bekannt. Er gab an, für seine Karriere einen guten Abschluss gefunden zu haben.

## Siege, Auszeichnungen und Rekorde
Brady gilt aufgrund vieler Siege, Auszeichnungen und Rekorde in der Regular Season und den Play-offs als der beste Quarterback aller Zeiten in der NFL. Nach dem Gewinn des Super Bowl LI hatte er 208 NFL-Spiele gewonnen, womit er den vorherigen Rekord von Peyton Manning (200) übertraf, und eine Siegquote von 77 % (208 aus 269) erzielt. Er ist der erste Starting Quarterback, der sieben Super Bowls für sich entscheiden konnte. In der regulären Saison gelang es Brady 38-mal, einen Rückstand im vierten Viertel in einen Sieg umzuwandeln („Fourth Quarter Comeback“), und 10-mal gelang es ihm in den Play-offs, den Sieg mit der letzten Angriffsserie einzufahren („Game-Winning Drive“), was Ligarekord ist. Hierunter fallen u. a. seine Siege im Super Bowl XXXVI, Super Bowl XXXVIII, Super Bowl XLIX, im Super Bowl LI und im Super Bowl LIII.
Brady wurde 15 Mal in den Pro Bowl und viermal zum All-Pro gewählt. Er wurde einmal Sportler des Jahres der Sports Illustrated, einmal der Sportler des Jahres von Associated Press und zweimal Sportler des Jahres der Sporting News. Weiterhin wurde er 2007, 2010 und 2017 zum wertvollsten Spieler der Liga (MVP) gewählt. Brady hielt mit 50 Touchdownpässen, erzielt in der Saison 2007, den Rekord vor Peyton Manning, bis Manning sich diesen 2013 mit 55 Touchdowns zurückholte. Brady ist mit 25 Play-off-Siegen und 34 Play-off-Spielen mit Abstand sowohl der erfolgreichste als auch der dienstälteste Quarterback der NFL-Postseason (die jeweiligen Zweiten sind jeweils Joe Montana mit 14 Siegen und Peyton Manning mit 27 Spielen) sowie der erste Quarterback, der mehr als 6.000 Yards in Play-off-Spielen erwarf.
Mit nur 1,8 % abgefangener Würfe ist er einer der am wenigsten Interception-anfälligen Quarterbacks der NFL-Geschichte. Dies stellte er u. a. in der regulären Saison 2016 unter Beweis, als er einen neuen Rekord für das Touchdowns-Interceptions-Verhältnis mit 28:2 aufstellte (28 Touchdowns bei 2 Interceptions in mindestens 300 Wurfversuchen). Zuvor hatte Nick Foles diesen Rekord mit 27:2 in der Saison 2013 aufgestellt. Neben seinen Wurfqualitäten ist Brady für seinen effektiven Quarterback Sneak bekannt, der bei 91,3 % aller Versuche (Stand: Januar 2015) erfolgreich war.
Beim 33:27 gegen die Buffalo Bills am 12. Dezember 2021 übertraf er die Rekordmarke von 7142 angekommenen Pässen in der NFL, die Drew Brees bis dato gehalten hatte und lag zum Ende des Spiels bei 7156 sogenannten Completions. Zudem gelang ihm der 700. Touchdown-Pass in der NFL. Drew Brees, Brett Favre, Peyton Manning und Tom Brady sind die einzigen Spieler in der NFL-Geschichte, die gegen alle 32 Mannschaften gewonnen haben.
Im Spiel am 6. November 2022 gegen die Los Angeles Rams wurde er zum ersten NFL-Spieler, der die Marke von 100.000 Pass-Yards übertraf.
2022 wurde er mit dem Laureus World Sports Award für sein Lebenswerk ausgezeichnet.
Im Juni 2024 wurde Tom Brady in die Hall of Fame der New England Patriots aufgenommen, seine Rückennummer 12 wird nicht mehr vergeben.
Am 8. August 2025 wurde vor dem Gillette Stadium die rund 3,6 Meter hohe, aus Bronze gefertigte Tom-Brady-Statue im Beisein von Brady feierlich enthüllt.

## Verschiedenes
Brady ist in einigen Filmen und Fernsehserien aufgetreten, in denen er meist sich selbst spielt, wie zum Beispiel 2005 in Die Simpsons und 2009 in der Fernsehserie Entourage sowie 2015 im gleichnamigen Film Entourage. Außerdem ist er kurz in Ted 2 zu sehen.
Am 12. Mai 2017 gab EA Sports bekannt, dass Brady der Cover-Athlet für die im gleichen Jahr erscheinende neue Version der Spielreihe Madden NFL sein würde. Es wurde außerdem mitgeteilt, dass es zusätzlich zur Standardversion eine „G.O.A.T.-Version“ (G.O.A.T. = englisch: Greatest Of All Time) geben würde.
In der 23. Staffel der Serie South Park wird in der Folge "Turd Burglars" die gute Fitness von Brady trotz seines für einen NFL-Spieler hohen Alters parodiert, indem in der Folge diverse Menschen versuchen, an seinen Kot zu kommen, um Krankheiten zu heilen.
Am 29. Juni 2021 wurde Brady „Botschafter“ für FTX. Im Rahmen dieser Partnerschaft beteiligte sich auch seine damalige Frau Gisele Bündchen an diesem Finanzunternehmen, für welches das Paar in TikTok-Videos, bei Veranstaltungen und in Werbespots auftrat, um das Unternehmen zu bewerben, wofür Brady etwa 55 Millionen US-Dollar bekam. Für dieses Engagement sah sich Brady schließlich Anfang 2023 mit Sammelklagen konfrontiert, nachdem FTX insolvent gegangen war. Brady und auch seiner Ex-Frau wurde vorgeworfen, gegen die Wertpapier- und Verbraucherschutzgesetze Floridas verstoßen zu haben, da sie nicht ausreichend offenlegten, wie sie für ihre Werbung von FTX entschädigt worden waren. Zusätzlich wurde ihnen vorgeworfen, vor der Bewerbung von FTX-Produkten keine angemessene Sorgfaltspflicht durchgeführt zu haben. Ein Anwalt von Brady lehnte es gegenüber dem Wall Street Journal ab, eine Stellungnahme abzugeben.
Am 12. Mai 2022 wurde bekannt, dass Tom Brady einen Vertrag mit Fox Sports unterzeichnet hat, gemäß dem er nach dem Ende seiner zurzeit noch laufenden Karriere für den Sender als Experte, Analyst und Botschafter arbeiten würde. Die Brady zugesicherte Summe von 375 Millionen Dollar über 10 Jahre macht ihn einerseits zum bestbezahlten Fernsehexperten seiner Sportart und übertrifft zum anderen die Summe sämtlicher Spielergehälter, die er bisher während seiner NFL-Karriere verdiente.

## Privates
Er hat irische, deutsche, schwedische, norwegische und polnische Vorfahren. Von 2009 bis 2022 war Brady mit dem brasilianischen Model Gisele Bündchen verheiratet. Ihr erster gemeinsamer Sohn kam am 8. Dezember 2009 zur Welt. Am 5. Dezember 2012 wurde Tom Brady nochmals Vater, seine Frau brachte eine Tochter zur Welt. Er hat einen weiteren 2007 geborenen Sohn mit der Schauspielerin Bridget Moynahan. Brady ist zudem der Schwager von Baseballspieler Kevin Youkilis, der 2012 Bradys Schwester Julie heiratete. 2015 gründete Brady seine eigene Firma TB12, die Merchandise, Trainings- und Ernährungstipps sowie Kleidung anbietet.
Während seiner Zeit als FTX-Botschafter entwickelte Tom Brady eine enge Freundschaft mit dem damaligen Gründer und CEO von FTX, Sam Bankman-Fried, und betrachtete ihn geradezu als Idol.